# Бразавил
Бразавил (на френски: Brazzaville) е столица и най-голям град на Република Конго. Разположен е в югоизточната част на страната и има статут на департамент. Населението му е около 2 145 783 души (2023).

## География
Бразавил лежи на десния бряг на река Конго, по която преминава границата с Демократична република Конго – на насрещния бряг е разположена нейната столица Киншаса. Градът се намира на 506 km източно от бреговете на Атлантическия океан и на 474 km южно от екватора.
Теренът в самия град е равнинен, с надморска височина около 317 m. Околностите му са заети от обширна савана.

## История
Градът е основан на 10 септември 1880 година от изследователя Пиер Саворнян дьо Браза, чието име носи днес. По това време там има село на народа батеке, чийто местен лидер предава земите си на Франция. Първоначално там е поставен малък френски гарнизон, а активното изграждане на града започва няколко години по-късно, като целта на французите е той да съперничи на белгийския Леополдвил (днес Киншаса) на отсрещния бряг на реката.
Френският контрол над района на Бразавил е утвърден на Берлинската конференция през 1884 година. Градът става столица първо на Френско Конго, а от 1910 година – на Френска Екваториална Африка, федерация, включваща още днешните Габон, Чад и Централноафриканска република. През 1924 година е открита Железопътната линия „Конго-Океан“, която свързва града с океанското пристанище Поант Ноар. Нейното строителство предизвиква смъртта на 17 хиляди африканци и предизвиква бунтове.
По време на Втората световна война Бразавил и цяла Френска Екваториална Африка остават извън контрола на Режима от Виши. През 1944 година в града се провежда Бразавилската конференция с участието на представители на „Сражаваща се Франция“ и на френските колонии в Африка, която урежда следвоенните отношения между метрополията и колониите.
Бразавил става столица на Република Конго след обявяването на нейната независимост от Франция през 1960 година. До 60-те години Бразавил е разделен на европейски квартал в центъра на града и африкански райони – Пото-Пото, Баконго и Макелекеле. През следващите години градът е сцена на многократни сблъсъци между бунтовнически и правителствени сили, както и на военни интервенции на Демократична република Конго и Ангола. Особено тежки са конфликтите през 90-те години на XX век, които довеждат до хиляди цивилни жертви и стотици хиляди бежанци, напуснали града.

## Управление
Бразавил има статут на департамент и граничи с департамента Пол.
В града се намират много от държавните институции на Република Конго, както и различни неправителствени организации. Тук е регионалният офис за Африка на Световната здравна организация.

## Икономика
Като столица на Република Конго Бразавил е седалище на много предприятия. Основните промишлени отрасли в града са машиностроенето, текстилната и кожарската промишленост.

## Инфраструктура
Бразавил е важно пристанище на река Конго. Голяма част от експортните продукти от вътрешността на страната, като каучук, дървесина и селскостопански продукти, преминават през града и се транспортират към океанското пристанище на страната Поант Ноар.

## Култура
Сред архитектурните забележителности на града са покритата със зелени керемиди базилика „Света Ана“. Тя е построена през 1949 година по проект на Роже Ерел, който проектира в града и къща за генерал Шарл дьо Гол. Други известни сгради са кулата Набемба, Конгресният дворец, мавзолеят на Мариан Нгуаби. В града функционира и зоопарк.

### Цитирани източници
- Republic of Congo profile. Timeline //  bbc.com.   BBC, 2014. Посетен на 2 декември 2014. (на английски)
- Regional Office for Africa //  who.int.   WHO, 2014. Посетен на 12 декември 2014. (на английски)